# Chapelle royale de Milot
Pour les articles homonymes, voir Milot.
La chapelle royale de Milot (également connue sous le nom de cathédrale de Milot) est un établissement religieux situé dans le palais Sans Souci à Haïti.
Dans la nuit du dimanche 12 avril 2020 au lundi 13 avril 2020, à 3 heures du matin, heure avancée de l'Est, un incendie détruit le dôme et l'intérieur de la chapelle, sans faire de victime,,.
Selon l'évêque Alain Prophète et le directeur Patrick Durandis, les objets d'art et les reliques religieuses qui se trouvaient à l'intérieur du bâtiment ont été détruits par le feu, mais il y a un faible pourcentage d'objets qui se trouvaient près de la porte qui ont survécu mais qui ont subi des dégâts de fumée. Même certains éléments extérieurs ont été endommagés parce que le feu était puissant.
Selon des responsables gouvernementaux en Haïti, il faudra un peu de temps pour construire la chapelle royale de Milot comme avant sous la direction du roi Henri Christophe, mais l'Unesco a offert son aide.

## Histoire

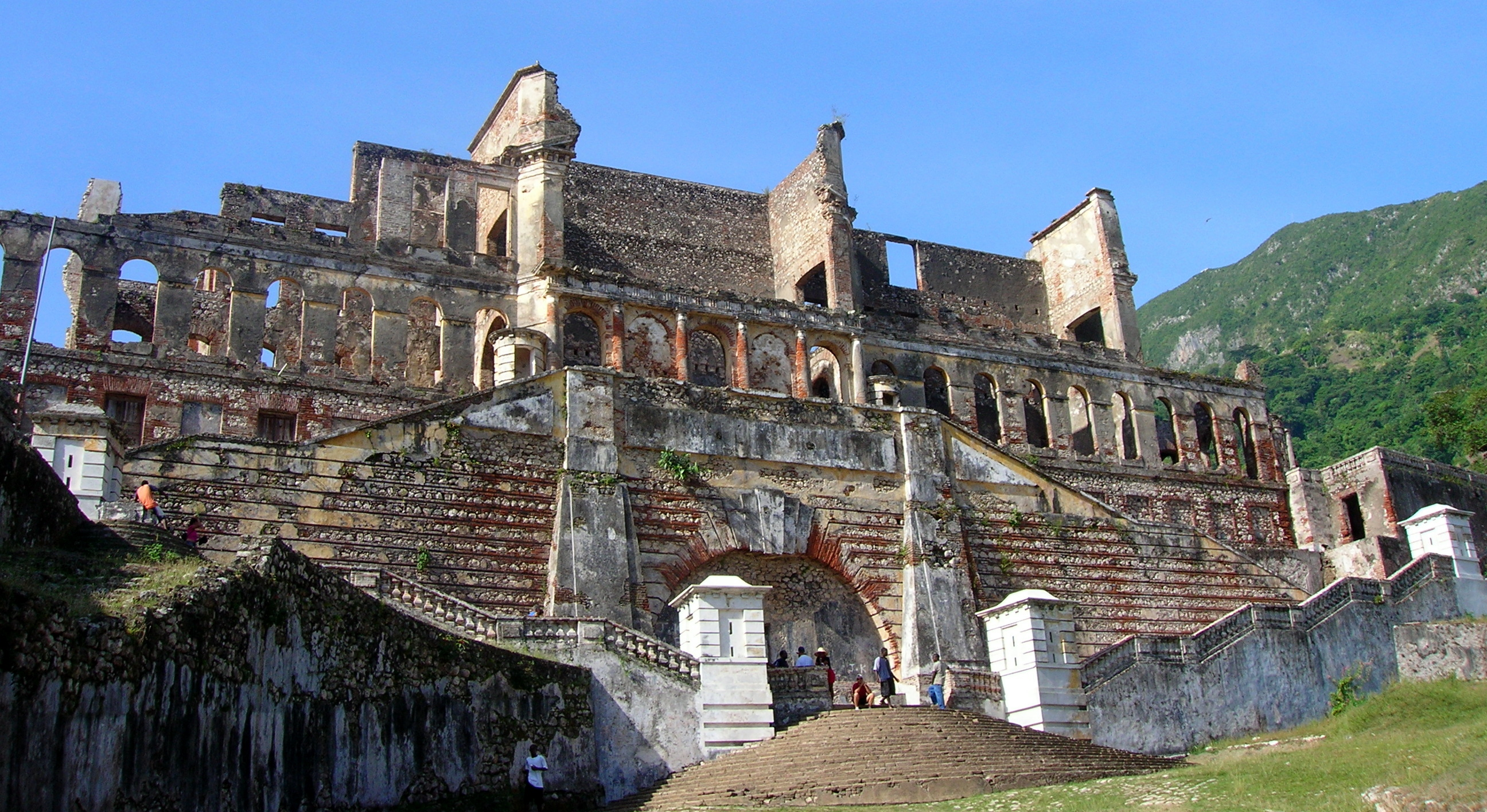

La chapelle royale de Milot fait partie du palais Sans Souci, elle est située à l'entrée du palais. La chapelle royale de Milot est également connue sous le nom d'église ou de cathédrale où le roi Henri Christophe pratiquait le culte et d'autres rituels spirituels. Le palais Sans Souci est un palais en Haïti dans la ville de Milot, Nord, situé à environ 5 kilomètres au nord-est de la Citadelle Laferrière et à 13 kilomètres au sud-ouest de la zone protégée des trois baies.
La chapelle royale de Milot a été construite entre 1810 et 1813 par roi Henri Christophe, le premier roi d'Haïti. Entre autres, Christophe a été un héros de la guerre d'indépendance d'Haïti, puis s'est autoproclamé roi Henri Ier en 1811. Cet endroit, qui fut construit pour le Royaume d'Haïti, est un monument de grande importance dans l'Histoire d'Haïti.

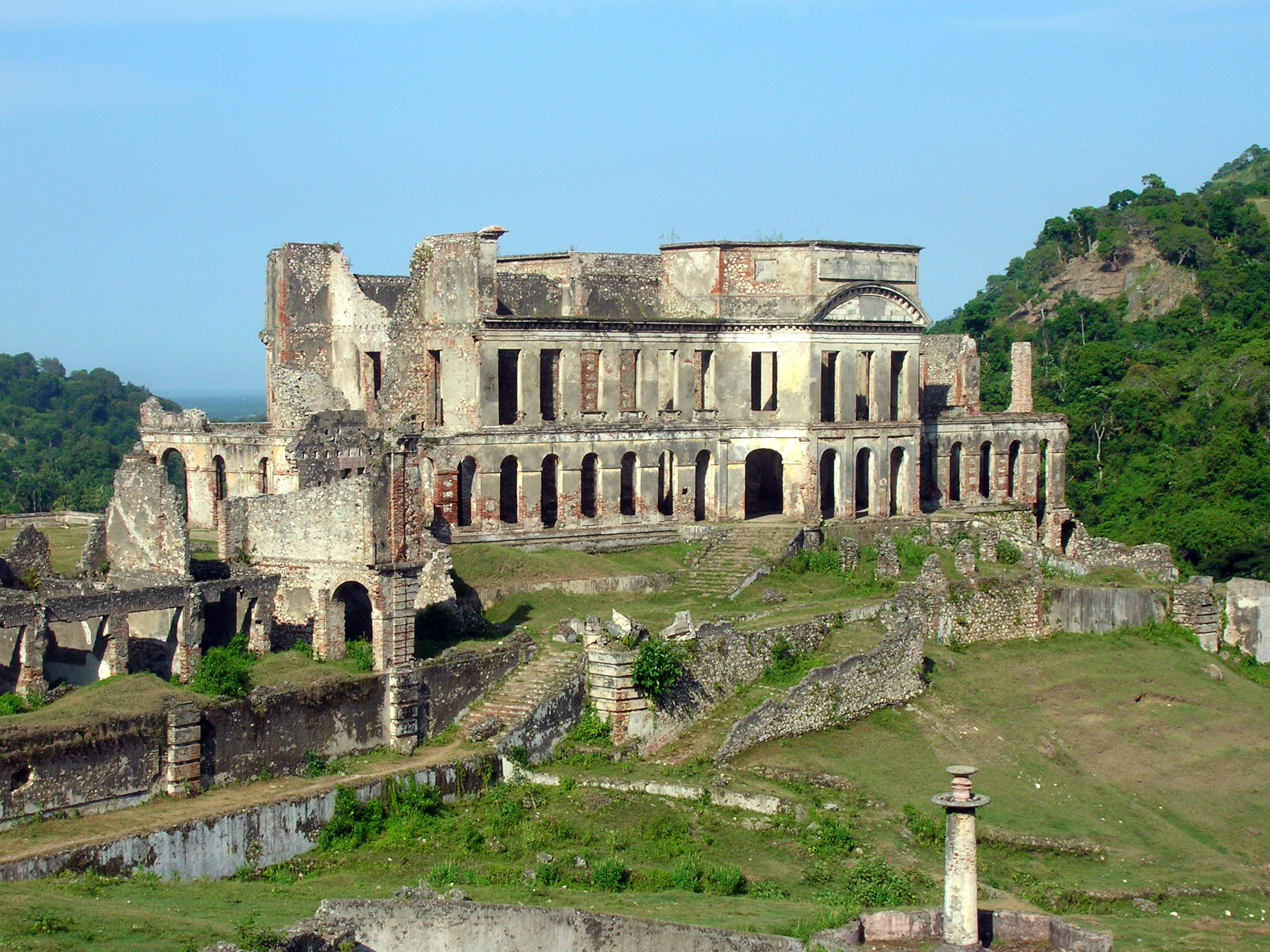

Le palais Sans Souci était la résidence royale du roi Henri Ier, également connu sous le nom d'Henri Christophe. Il y vivait autrefois avec sa femme, la reine Marie-Louise, et leurs deux filles. C'était le plus important des neuf autres palais construits par le roi, ainsi que quinze châteaux, de nombreux forts et de vastes résidences d'été sur ses vingt plantations. La construction du palais a commencé vers 1810 et s'est achevée vers 1813.

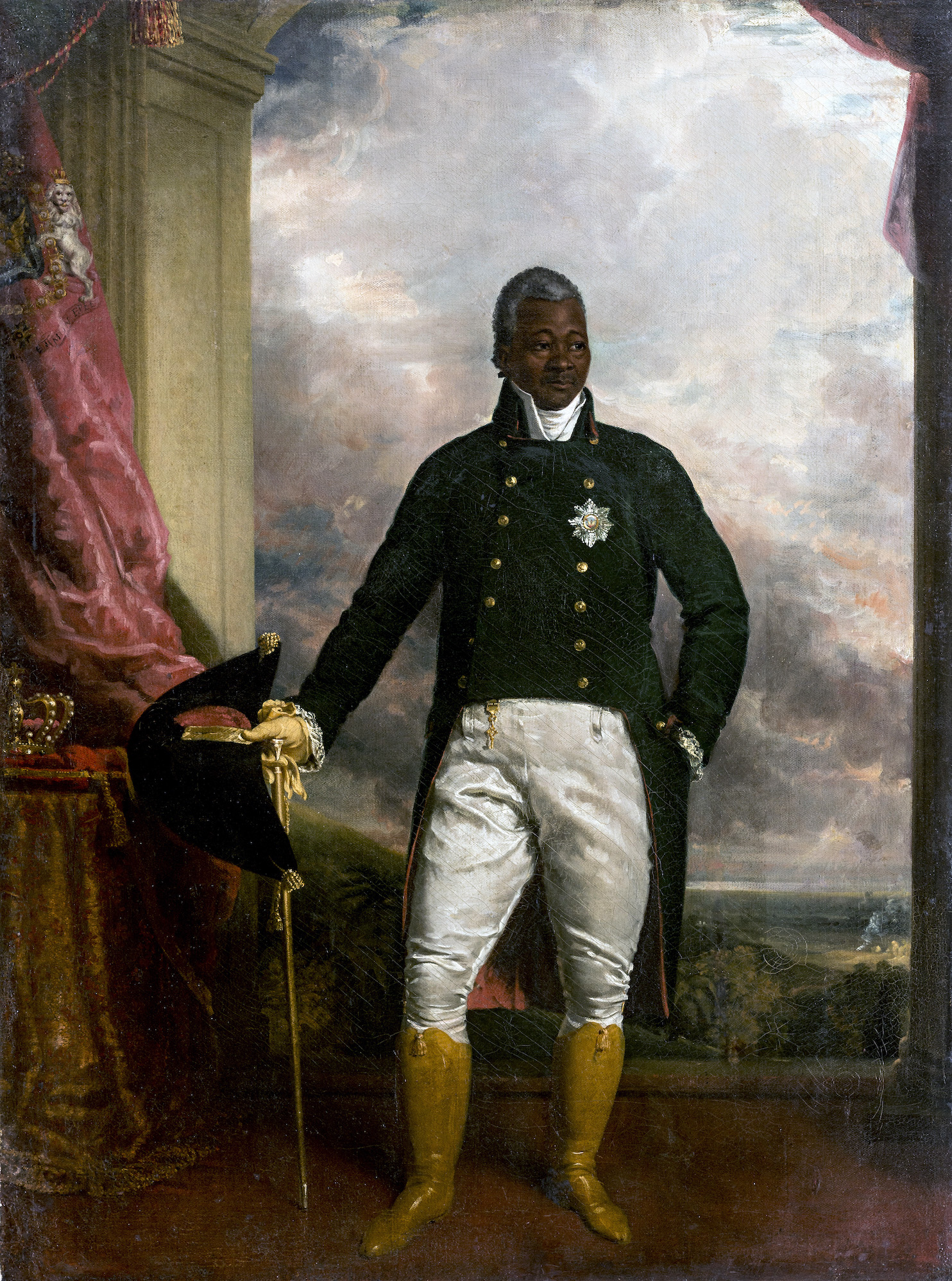

Avant la construction de Sans-Souci, Milot était une plantation française que Christophe a gérée pendant une période durant la Révolution haïtienne. Sous son administration, le palais était le site de fêtes et de danses opulentes. Il y avait de beaux-arts, d'immenses jardins, des sources artificielles et un système d'aqueduc. Bien que Sans-Souci soit aujourd'hui un lieu vide, à l'époque sa splendeur était remarquée par de nombreux visiteurs étrangers. Un médecin américain a même affirmé qu'il avait « la réputation d'avoir été l'un des édifices les plus magnifiques des Antilles ».
La citadelle Laferrière est située dans le département Nord d'Haïti. Le palais est entouré de montagnes et ses environs sont très riches en arbres. Le palais le plus ancien est maintenant un lieu touristique, visité par des personnes du monde entier. La chapelle royale de Milot est un lieu qui a été construit il y a des années par Christophe et qui ont été utilisées comme monument par la société d'aujourd'hui. Il a été construit pour repousser une invasion française redoutée qui ne s'est jamais produite. Le constructeur, le roi Henri Christophe, était le monarque auto-imposé qui, en tant qu'ancien esclave, avait combattu dans la guerre d'indépendance américaine aux côtés de George Washington.

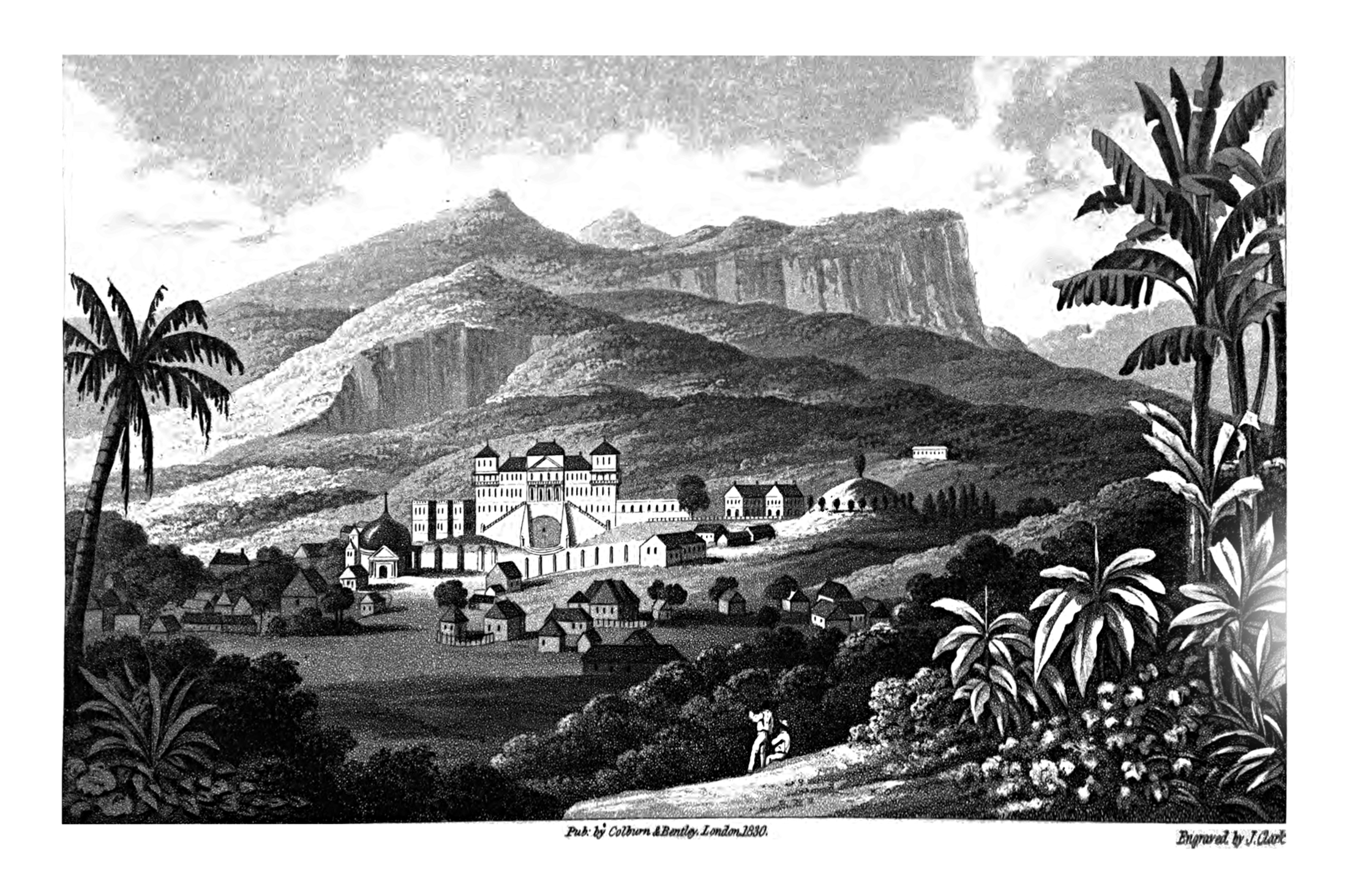

Un violent tremblement de terre en 1842 a détruit une partie considérable du palais et dévasté la ville voisine du Cap-Haïtien; le palais n'a jamais été reconstruit. Le palais (avant sa destruction) était reconnu par beaucoup comme l'équivalent caribéen du château de Versailles en France.
L'UNESCO a désigné le palais et la citadelle sites du patrimoine mondial en 1982.
Au XXIe siècle, le palais accueille des visiteurs du monde entier.

### XXIesiècle
Au XXIe siècle, la chapelle royale de Milot est aujourd'hui un monument haïtien situé à Milot, au même endroit. Le monument est désormais une destination touristique.

### Incendie du 12 au13 avril 2020
Au cours de la nuit du dimanche 12 avril 2020 au lundi 13 avril 2020, le dôme et l'intérieur de la chapelle royale de Milotont été détruits par un incendie vers 3 heures du matin.
Le dôme de l'église, d'une trentaine de mètres de diamètre, s'est complètement effondré lors de l'incendie, dont la cause reste inconnue.

#### Lutte contre l'incendie
Après 3 heures du matin, tout le bâtiment était détruit par l'incendie avant l'arrivée des pompiers sur les lieux. Les objets d'art et les reliques religieuses à l'intérieur du bâtiment ont été détruits par l'incendie. Il était trop tard pour sauver le bâtiment.
Selon Jacques Bernadin, le maire de Milot, les pompiers de la mairie du Cap-Haïtien sont arrivés sur les lieux deux heures après avoir été alertés, ce qui était trop tard.

#### Dommage environnemental
Vers 3 heures du matin, les résidents proches de l'endroit et Werley Nortreus ont remarqué une grande fumée dans l'air jusqu'à ce qu'ils voient que c'était l'église qui était sous le feu. Le dirigeant haïtien Werley Nortreus a exigé des réponses après que l'incendie ait détruit l'église.

#### Réactions
Après que l'incendie ait détruit l'église du monument, l'évêque Alain Prophète, le directeur Patrick Durandis, l'homme politique Werley Nortreus, les habitants de Milot et d'autres dirigeants à travers Haïti ont réagi. Les jeunes ont également demandé une enquête.
« Samedi et dimanche, il n'y avait pas d'électricité à Milot donc j'ai du mal à comprendre que le dôme de l'église a pris feu. On ne peut pas dire que c'est un court-circuit: il faut tout de suite enquêter sur cela. Même le parc a été fermé en raison de l'épidémie de coronavirus, c'est difficile à comprendre. » -Patrick Durandis, directeur

#### Enquête
Quelques jours plus tard, après que l'incendie a détruit le bâtiment, le ministère du tourisme, le président haïtien Jovenel Moïse et le Premier ministre Joseph Joute ont demandé aux autorités de Milot d'enquêter sur la cause de l'incendie.
Haïti a ouvert une enquête, qui se poursuit. Toutefois, selon les autorités de Milot, la cause de l'incendie est inconnue. Il pourrait avoir été provoqué par la foudre.